# Harald Sandberg (seglare)
Harald Arvid Sandberg, född 22 oktober 1883 i Västra Frölunda, död 28 november 1940 i Kungsholms församling i Stockholm, var en svensk seglare.
Han seglade för Göteborgs KSS. Han blev olympisk bronsmedaljör i Stockholm 1912.